# Šarkanica
Šarkanica byla národní přírodní rezervace v oblasti Muráňské planiny. Nacházela se v katastrálním území obcí Tisovec a Muráň v okrese Rimavská Sobota a okrese Revúca v Banskobystrickém kraji. Území bylo vyhlášeno či novelizováno v roce 1984 na rozloze 454,75 ha. Ochranné pásmo nebylo stanoveno.
Národní přírodní rezervace byla k 1. říjnu 2022 zrušena a území bylo zařazeno do systému zón národního parku Muráňská planina.